# ثاديوس كاتوا
ثاديوس كاتوا (بالإنجليزية: Thadius Katua)‏ (مواليد 4 نوفمبر 1997) هو ملاكم من بابوا غينيا الجديدة، مثّل بلاده في الألعاب الأولمبية الصيفية 2016.

## روابط خارجية
ثاديوس كاتوا على موقع اللجنة الأولمبية الدولية (الإنجليزية)
- ثاديوس كاتوا على موقع أوليمبيديا (الإنجليزية)